# Wilhelm Rosenbaum
Wilhelm Karl Johannes Rosenbaum, född 27 april 1915 i Berlin-Prenzlauer Berg, var en tysk SS-Obersturmführer. I maj 1942 deltog han i massakern på omkring 200 judiska tvångsarbetare i Bad Rabka i Generalguvernementet (dagens Rabka-Zdrój i Polen). Rosenbaum ställdes år 1968 inför rätta inför Landgericht Hamburg och dömdes till livstids fängelse.